# Haschendorf (Gemeinde Ebenfurth)
Haschendorf ist eine Ortschaft und eine Katastralgemeinde der Stadt Ebenfurth in Niederösterreich.

## Geografie
Das Dorf liegt einen Kilometer nordwestlich von Ebenfurth an Abzweigung der Landesstraße L4048 von der L159 und wird von der Fischa durchflossen. Im Nordwesten des Ortes liegt das Erholungszentrum Haschendorf am Haschendorfer See. Am 1. Jänner 2024 gab es in der Ortschaft 676 Einwohner.

## Geschichte

Haschendorf 1873 (links unten) in der franzisco-josephinischen (3.) Landesaufnahme der österreichisch-ungarischen Monarchie. Aufnahmeblatt 1:12.500.

Im Franziszeischen Kataster von 1819 ist Haschendorf mit zahlreichen Gehöften verzeichnet. Laut Adressbuch von Österreich waren im Jahr 1938 in Haschendorf drei Gastwirte, ein Gemischtwarenhändler und einige Landwirte ansässig.

## Öffentliche Einrichtungen
In Haschendorf befindet sich ein Kindergarten.